# En amont
Pour les articles homonymes, voir Amont.
Albums de Alain Bashung
L'Homme à tête de chou
(2011)
Singles
1. Immortels
Sortie : 28 septembre 2018

En amont est le quatorzième et dernier album studio d'Alain Bashung sorti le 23 novembre 2018.
Il s'agit du second album posthume de Bashung après L'Homme à tête de chou, sorti en 2011 et repris de l'album de Gainsbourg.

## Historique
En 2009, quelques mois après la sortie du dernier album de son vivant Bleu pétrole, Alain Bashung meurt d'un cancer. Mais avant de mourir il a eu le temps d'enregistrer la voix pour la reprise de l'album de Gainsbourg L'Homme à tête de chou qui sort en 2011.
Le 28 septembre 2018, sa femme Chloé Mons annonce un nouvel album du chanteur intitulé En amont, et dévoile la chanson Immortels écrite par Dominique A et enregistrée en 2008 pour l'album Bleu pétrole mais non retenue à cause du thème par Alain Bashung qui se savait déjà malade. Selon elle, Bashung enregistrait de nombreuses chansons lors des séances de réalisation d'albums, mais n'en gardait qu'une dizaine à chaque fois. Dominique A la sortira en 2009 sur son album La Musique avec un texte légèrement modifié.
Pour la réalisation de l'album, Chloé fait appel à Édith Fambuena, connue pour avoir travaillé avec le chanteur sur les albums Fantaisie militaire et L'Imprudence, pour réenregistrer ces chansons. Sur seize titres, Édith en garde onze, enregistrés entre 2002 et 2008 pour les sessions préparatoires de l'album Bleu pétrole.
Lors des réalisations de ses albums, Alain Bashung enregistrait une prise de chant avec une guitare sèche comme « guide vocal » pour guider ses équipes (musiciens et producteurs) sur l'élaboration des morceaux. Une fois ces morceaux bien avancés, il enregistre la prise de chant définitive. C'est la raison pour laquelle certaines chansons, notamment Ma peau va te plaire, comportent un son de guitare sèche non dissocié du chant de Bashung, le chanteur n'ayant pas enregistré le chant définitif. Cette méthode de travail était utilisée depuis l'album Fantaisie Militaire.
Les tempos sont plutôt lents et les mélodies répétitives. « Ce dépouillement confère à l’ensemble un parfum d’authenticité, de solennité et de mélancolie. »
La chanson Immortels est utilisée dans son intégralité pour la dernière scène du film Bronx en 2020.

## Titres de l'album
| No  | Titre                      | Paroles         | Musique                        | Durée |
| --- | -------------------------- | --------------- | ------------------------------ | ----- |
| 1.  | Immortels                  | Dominique A     | Dominique A                    | 4:24  |
| 2.  | Ma peau va te plaire       | Joseph d'Anvers | Joseph d'Anvers, Alain Bashung | 3:50  |
| 3.  | La Mariée des roseaux      | Doriand         | Alain Bashung                  | 4:35  |
| 4.  | Elle me dit les mêmes mots | Daniel Darc     | Alain Bashung                  | 4:52  |
| 5.  | Les Salines                | Raphael         | Raphael                        | 3:32  |
| 6.  | Montevideo                 | Mickaël Furnon  | Michaël Furnon                 | 3:17  |
| 7.  | Les Arcanes                | Arman Méliès    | Armand Mélies                  | 5:26  |
| 8.  | Seul le chien              | Dominique A     | Dominique A                    | 4:03  |
| 9.  | Les Rêves de vétéran       | Arman Mélies    | Arman Mélies                   | 4:04  |
| 10. | Un beau déluge             | Xavier Plumas   | Alain Bashung                  | 3:03  |
| 11. | Nos âmes à l'abri          | Doriand         | Alain Bashung                  | 4:40  |

## Musiciens
- Alain Bashung (†) : voix, harmonica
- Édith Fambuena : guitares, programmation (sauf Les Salines et Seul le chien)
- Dominique A : guitare acoustique sur Immortels et Seul le chien
- Alexis Anérilles : bugle sur Immortels, chœurs sur Immortels et Nos âmes à l'abri
- Vivien Bouchet : basse sur Immortels et Elle me dit les mêmes mots
- Tatiana Mladenovitch : tambourin sur Ma peau va te plaire
- Raphael : musique sur Les Salines
- Arman Méliès : guitare et basse sur Les arcanes
- Guilhem Valayé et Marie Lalonde : guitare acoustique sur Nos âmes à l'abri

## Distinction
- Victoires de la musique 2019 : Victoire de l'album de chansons, variétés

## Classements & certification
| Pays         | Durée du classement | Meilleur classement |
| ------------ | ------------------- | ------------------- |
| France       | 42 semaines         | 3e                  |
| Belgique (W) | 25 semaines         | 8e                  |
| Suisse       | 12 semaines         | 5e                  |

| Pays   | Certification | Ventes    | Date       |
| ------ | ------------- | --------- | ---------- |
| France | Platine       | 100 000 + | 21/12/2018 |